# Мироним
Мироним (бел. Міронім) — деревня в Ивацевичском районе Брестской области Белоруссии. Входит в состав Бытенского сельсовета. Население — 107 человек (2019).

## География
Деревня находится в 8 км к северо-западу от центра сельсовета, агрогородка Бытень и в 26 км к северо-востоку от города Ивацевичи, рядом с деревней проходит граница с Гродненской областью. В трёх километрах к северу протекает река Щара, вокруг деревни существует сеть мелиоративных каналов со стоком в эту реку. Рядом с южной окраиной Миронима проходит шоссе М11 на участке Бытень — Слоним.

## Достопримечательности
- Спасо-Преображенская церковь. Построена в 1869 году из бутового камня и кирпича. Памятник архитектуры. Церковь включена в Государственный список историко-культурных ценностей Республики Беларусь[3].